# La Celia
La Celia is een gemeente in het Colombiaanse departement Risaralda. De gemeente telt 8348 inwoners (2005).
Apía · Balboa · Belén de Umbría · Dosquebradas · Guática · La Celia · La Virginia · Marsella · Mistrató  · Pereira · Pueblo Rico · Quinchía · Santa Rosa de Cabal · Santuario